# Arandon
Arandon est une ancienne commune française située dans le département de l'Isère en région Auvergne-Rhône-Alpes, devenue, le 1er janvier 2017, une commune déléguée de la commune nouvelle d'Arandon-Passins.
Ses habitants sont appelés les Arandonnais.

## Géographie

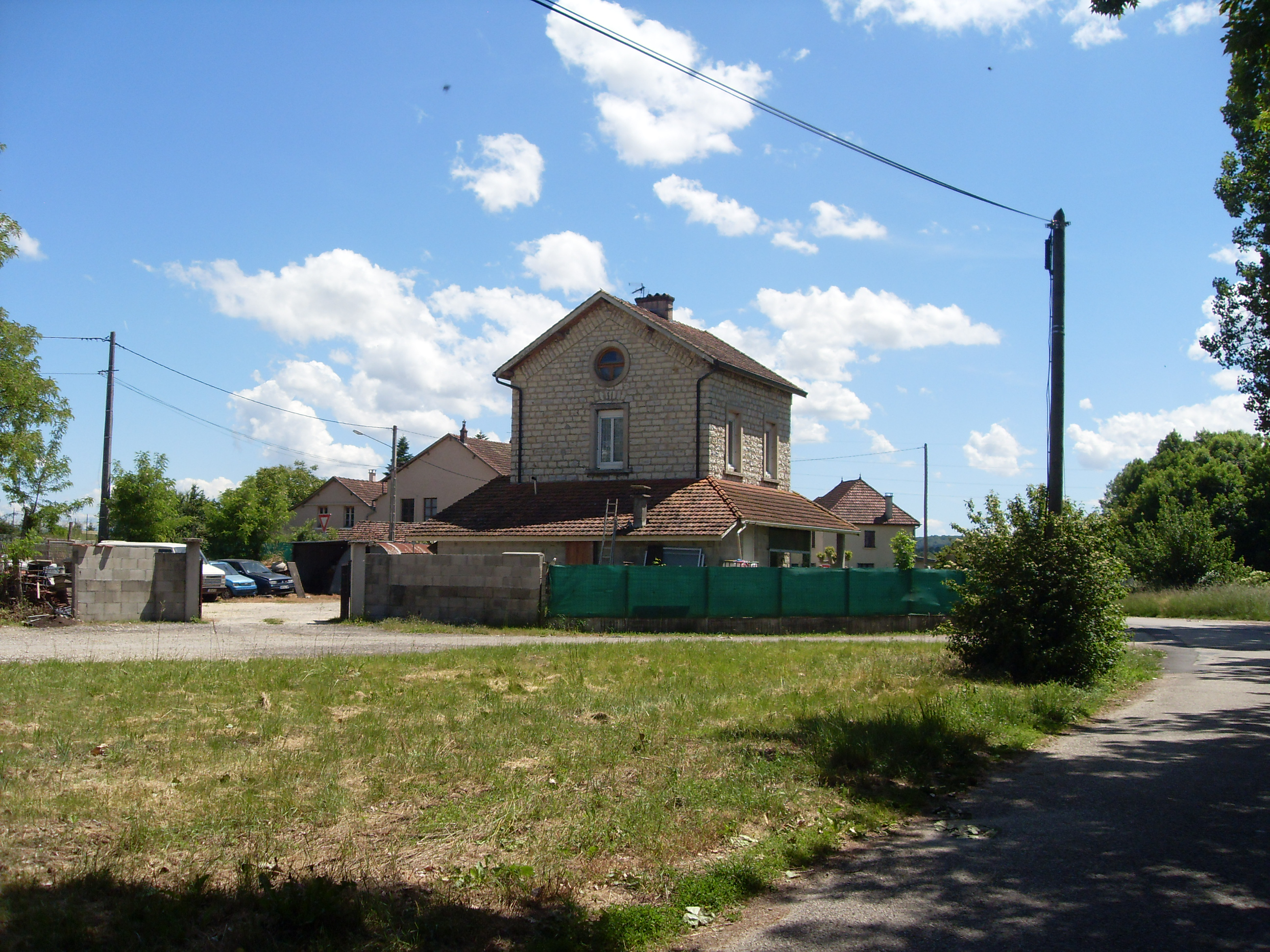
Ancienne gare d'Arandon.

Le village compte plusieurs hameaux : Concharbin, Bologne, Lonne.
Les communes les plus proches d'Arandon :
Courtenay (38510),
Sermérieu (38510),
Morestel (38510),
Creys-Mépieu (38510),
Passins (38510).
Autrefois, la gare d'Arandon faisait partie du réseau ferroviaire du Chemin de fer de l'Est de Lyon.

## Toponymie
Du mot gaulois Randa (« limite, frontière ») avec le préfixe are- (« près de »).

## Histoire
En 1914, on note une première implantation des cimenteries Montalieu et Vicat sur le site de l'étang de Serre.
En 1920, après la Première Guerre mondiale, la société Barron-Vialle implantée à Lyon s'installe sur une propriété de 100 ha en bordure des étangs de Serre. Fondée par Antoine Vialle, elle fabrique des camions, des autocars et des automobiles de luxe. Le « pont à couple conique » qui a remplacé la transmission par chaîne sur les camions fut inventé dans la fonderie Vialle à Arandon. L'activité cesse en 1937,.
Entre janvier 1939 et mars 1940, les habitants de la ville vécurent un épisode peu connu. Après la chute de Barcelone tombée aux mains des Franquistes le 26 janvier 1939, de nombreux réfugiés espagnols arrivent à Grenoble, où ils sont très mal hébergés. À la demande des autorités, en février 1939, M. Vialle, maire, accepta de louer les locaux de son usine inactive ; y furent accueillis, à partir du 12 juillet, 1300 républicains espagnols, principalement des familles de réfugiés qui restèrent là jusqu'en octobre. 2 jours après la déclaration de guerre du 3 septembre 1939, le gouvernement de la IIIe  République prescrivit l’internement des hommes « ressortissants des puissances ennemies », considérés comme suspects. Ce furent presque exclusivement des antinazis, hommes, pour la plupart des réfugiés juifs d'Allemagne et d'Autriche, qui furent internés à partir d'octobre 1939 dans des conditions particulièrement dures,,.
Le camp aurait fermé ses portes vers février 1940, semble-t-il, par l'envoi vers le camp de Loriol des derniers occupants, soit 90 juifs le 11 mars[pas clair]. L'activité de ce centre cessa alors, quelques mois avant la mise en place du régime de Vichy, le 7 juillet 1940. M. Vialle fut par la suite révoqué de ses fonctions de maire par le régime de Vichy.
L'usine a retrouvé sa vocation en 1946 avec la SOFAL (fonderie d'aluminium) jusqu'à sa cessation d'activité en 1967, avec cession de l'usine à la société Pierre Calignon (fonderie de fonte). Celle ci dépose le bilan en 1987
pour être reprise par les fonderies G-H Bouyer qui ferment le site définitivement en 1993. Le site sert ensuite de stockage de pneu puis de matieres chlorées jusqu'à sa dépollution.

## Politique et administration
| Période                                  | Période  | Identité     | Étiquette | Qualité  |
| ---------------------------------------- | -------- | ------------ | --------- | -------- |
| janvier 2017                             | En cours | Alain Veyret | SE        | Retraité |
| Les données manquantes sont à compléter. |          |              |           |          |

| Période                                  | Période       | Identité     | Étiquette | Qualité                                 |
| ---------------------------------------- | ------------- | ------------ | --------- | --------------------------------------- |
| mars 1989                                | décembre 2016 | Alain Veyret | SE        | Retraité Réélu pour le mandat 2008-2014 |
| Les données manquantes sont à compléter. |               |              |           |                                         |

## Démographie
L'évolution du nombre d'habitants est connue à travers les recensements de la population effectués dans la commune depuis 1793. À partir du 1er janvier 2009, les populations légales des communes sont publiées annuellement dans le cadre d'un recensement qui repose désormais sur une collecte d'information annuelle, concernant successivement tous les territoires communaux au cours d'une période de cinq ans. 
Pour les communes de moins de 10 000 habitants, une enquête de recensement portant sur toute la population est réalisée tous les cinq ans, les populations légales des années intermédiaires étant quant à elles estimées par interpolation ou extrapolation. Pour la commune, le premier recensement exhaustif entrant dans le cadre du nouveau dispositif a été réalisé en 2005,.
En 2014, la commune comptait 612 habitants, en évolution de +9,87 % par rapport à 2009 (Isère : +3,89 %, France hors Mayotte : +2,49 %).
| 1793 | 1800 | 1806 | 1821 | 1831 | 1836 | 1841 | 1846 | 1851 |
| ---- | ---- | ---- | ---- | ---- | ---- | ---- | ---- | ---- |
| 409  | 394  | 390  | 418  | 514  | 559  | 538  | 576  | 583  |

| 1856 | 1861 | 1866 | 1872 | 1876 | 1881 | 1886 | 1891 | 1896 |
| ---- | ---- | ---- | ---- | ---- | ---- | ---- | ---- | ---- |
| 543  | 531  | 505  | 500  | 466  | 529  | 485  | 473  | 465  |

| 1901 | 1906 | 1911 | 1921 | 1926 | 1931 | 1936 | 1946 | 1954 |
| ---- | ---- | ---- | ---- | ---- | ---- | ---- | ---- | ---- |
| 481  | 437  | 443  | 510  | 419  | 382  | 340  | 400  | 457  |

| 1962 | 1968 | 1975 | 1982 | 1990 | 1999 | 2005 | 2010 | 2014 |
| ---- | ---- | ---- | ---- | ---- | ---- | ---- | ---- | ---- |
| 422  | 388  | 426  | 391  | 398  | 405  | 523  | 564  | 612  |

## Économie
L'économie locale est caractérisée par :
- production de fromage de chèvre ;
- fonderie d'aluminium ;
- chambres d'hôtes ;
- passage (récent) de la ViaRhôna, qui devrait alimenter le tourisme[15].

## Culture locale et patrimoine

### Lieux et monuments
- Église Saint-Cyprien, XVIIIe et XIXe siècles.
- Ancien prieuré
- Les étangs de la Save et de Serre

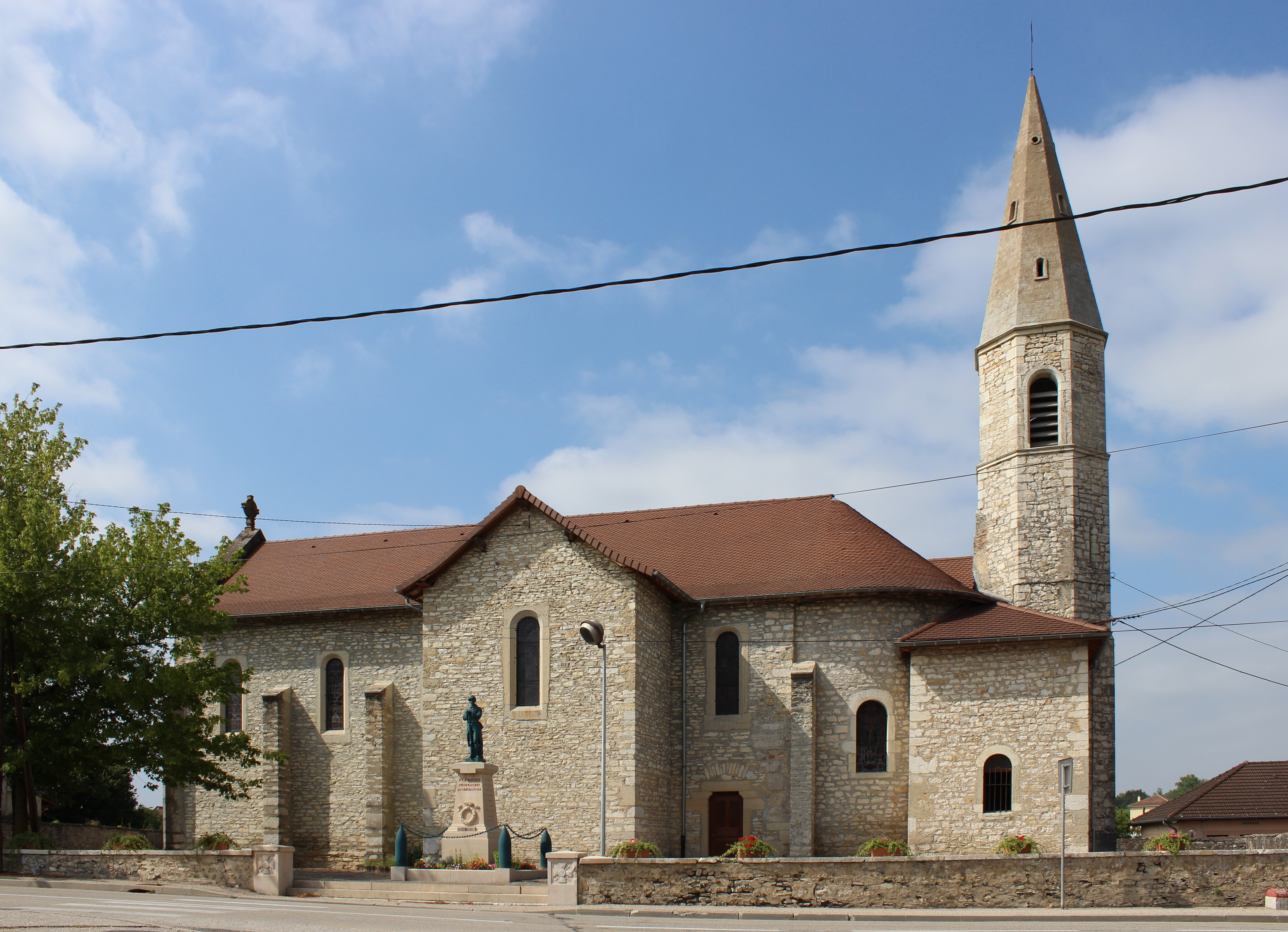
Église Saint-Cyprien d'Arandon.

- Fours à pain (principalement à Concharbin)